# Unité urbaine du Château-d'Oléron
L'unité urbaine du Château-d'Oléron est une unité urbaine française constituée par la commune du Château-d'Oléron, port ostréicole du Bassin de Marennes-Oléron situé sur la côte atlantique de la Charente-Maritime.

## Données générales
En 2010, l'INSEE a procédé à une redéfinition des zonages des unités urbaines de la France; celle du Château-d'Oléron est demeurée inchangée et forme donc une ville isolée selon la nomenclature de l'Insee qui lui a donné le code 17114. 
En 2007, avec 3 949 habitants, elle constitue la 18e unité urbaine de Charente-Maritime et appartient à la catégorie des unités urbaines de 2 000 à 4 999 habitants.
Avec une densité de population de 252 hab/km2 en 2007, elle fait partie des unités urbaines densément peuplées de la Charente-Maritime.

## Délimitation de l'unité urbaine de 2010
Unité urbaine du Château-d'Oléron dans la délimitation de 2010 et population municipale de 2007
| Commune urbaine     | Superficie | Population | Densité de population | Statut       |
| ------------------- | ---------- | ---------- | --------------------- | ------------ |
| Le Château-d'Oléron | 15,67 km2  | 3 949 hab. | 252 hab/km2           | Ville isolée |